# Vlag van Beveren
De vlag van Beveren werd door de gemeenteraad op 10 juni 1980 officieel vastgesteld als de gemeentelijke vlag van de Oost-Vlaamse gemeente Beveren. Op 1 december 1980 werd hij door het koninklijk besluit bevestigd en uiteindelijk gepubliceerd op 22 januari 1981 in het officiële Belgisch Staatsblad.
Officieel wordt de vlag beschreven als:
Acht even hoge banen van geel en van blauw met een rood schuinkruis over alles heen.
De vlag is volledig gebaseerd op het gemeentewapen en ziet er dus helemaal hetzelfde uit, ook gebaseerd op de kleuren van de heren van Beveren.
De gemeente Diksmuide gebruikt een vlag die lijkt op de vlag van Beveren, maar dan zonder het schuinkruis.
In 2025 is Beveren samen met Kruibeke en Zwijndrecht opgegaan in de gemeente Beveren-Kruibeke-Zwijndrecht. De vlag is daardoor als gemeentevlag komen te vervallen.

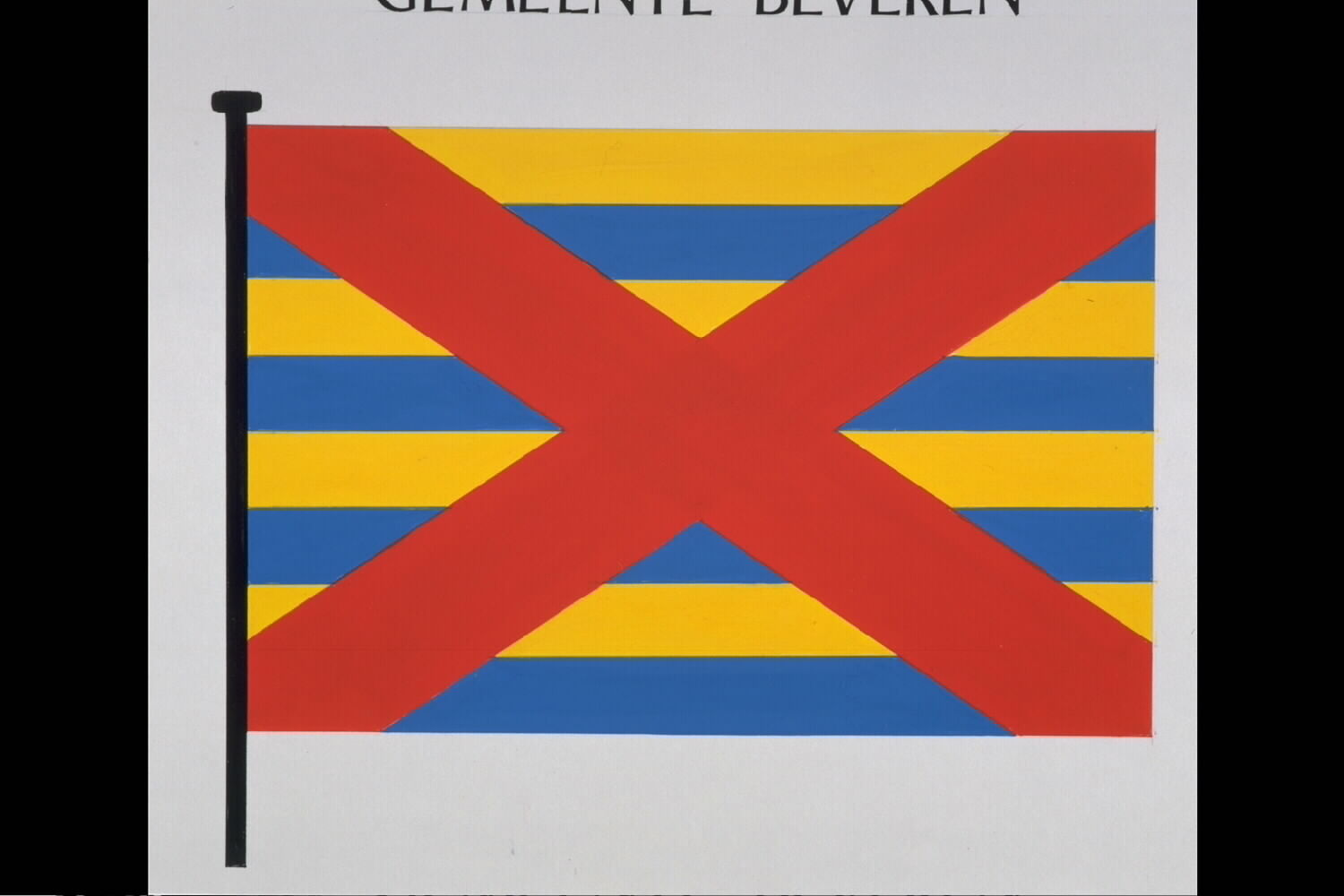
Officiële tekening van de vlag
Vlag van Diksmuide